# Vulturu (Vrancea)
Vulturu é uma comuna romena localizada no distrito de Vrancea, na região de Moldávia. A comuna possui uma área de  km² e sua população era de 8628 habitantes segundo o censo de 2007.